# パルミトイルCoAヒドロラーゼ
パルミトイルCoAヒドロラーゼ(Palmitoyl-CoA hydrolase、EC 3.1.2.2)は、以下の化学反応を触媒する酵素である。
パルミトイルCoA+水{\displaystyle \rightleftharpoons }補酵素A+パルミチン酸
従って、この酵素の2つの基質はパルミトイルCoAと水、2つの生成物は補酵素Aとパルミチン酸である。
この酵素は、加水分解酵素に分類され、特にチオエステル結合に作用する。系統名は、パルミトイルCoAヒドロラーゼである。この酵素は、パルミチン酸の代謝に関与している。

## 構造
2007年末時点で、この酵素の3つの構造が解かれている。蛋白質構造データバンクのコードは、1TBU、2Q2B、2QQ2である。